# خلف بن راشد بن أسد
خلف بن راشد بن أسد كان ملازمًا لبهلول بن مرزوق، زعيم الثوار في منطقة سرقسطة في الأندلس (اليوم في إسبانيا)، الذي غزا وشقة في عام 800.
عندما هُزم بهلول على يد القوات التي أرسلها الوالي الإسباني وهرب إلى بليارس، قُتل على يد خلف بن راشد في عام 802. وبعد تعويضه من حكومة وشقة وباربيتانيا (منطقة بارباسترو)، سيطر خلف على وشقة لمدة ستين عامًا تقريبًا (802-862) عندما انتقلت إلى بني قاسي ثم إلى موسى بن الجلندي، سليل ملوك بامبلونا. واستمرت عائلة خلف، في الحكم في بربطنة لمدة عقدين آخرين.